# Atherimorpha latipennis
Atherimorpha latipennis är en tvåvingeart som beskrevs av Elisabeth K. Stuckenberg 1956. Atherimorpha latipennis ingår i släktet Atherimorpha och familjen snäppflugor.
Artens utbredningsområde är Lesotho. Inga underarter finns listade i Catalogue of Life.